# Plementeria
La plementeria és el conjunt de peces de pedra o de ceràmica (maons) que completen les superfícies intermèdies entre els nervis d'una volta de creueria o nervada. Cadascun d'aquests espais intermedis s'anomenen plements.

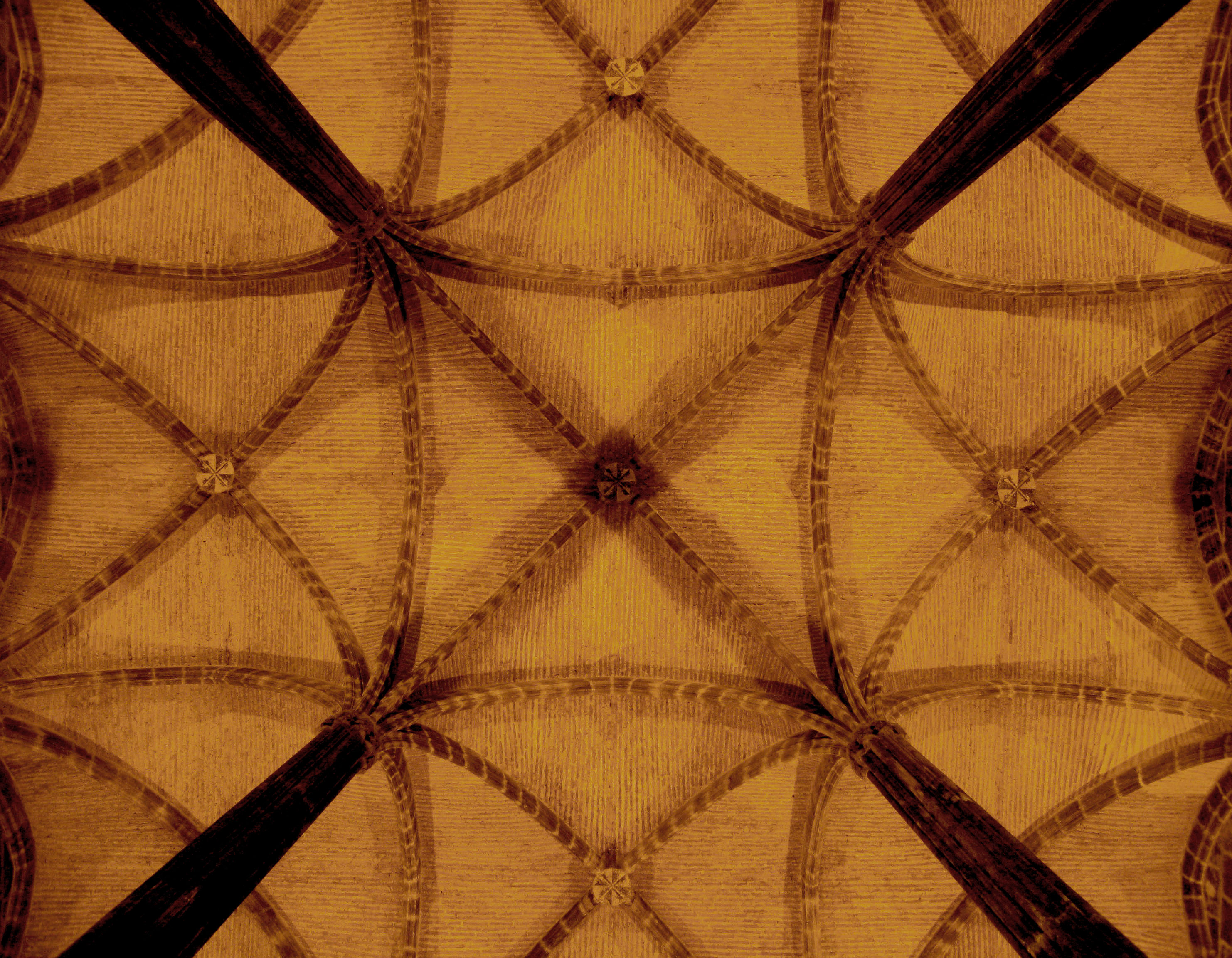
Sostre de l'Aula Capitular de Sant Doménec, amb plementeria de maons

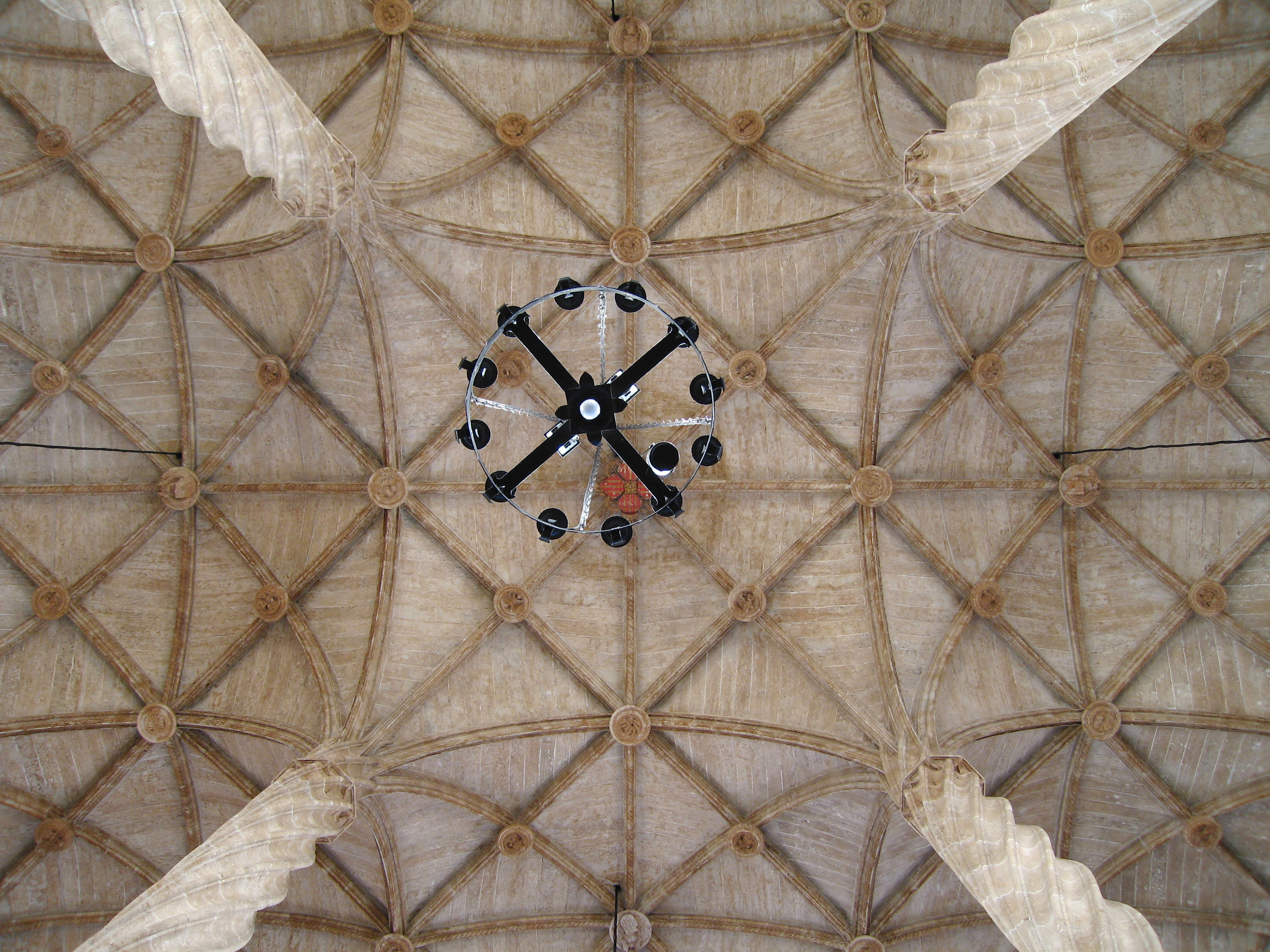
Sostre de la Llotja de València, amb plementeria de pedra